# Nir Gallim
Nir Gallim (hebr.: ניר גלים) – moszaw położony w samorządzie regionu Chewel Jawne, w Dystrykcie Centralnym, w Izraelu.

## Historia
Moszaw został założony w 1949.

## Gospodarka
Gospodarka moszawu opiera się na intensywnym rolnictwie.

## Komunikacja
Przy moszawie przebiega droga ekspresowa nr 41  (Aszdod-Gedera).